# Ngandeu Weyinjam
Ngandeu Weyinjam est une judokate camerounaise née le 3 février 1986. Elle évolue dans la catégorie des -52 kg.

## Palmarès

### Individuel
- Médaille d'argent aux championnats d'Afrique 2010
- Médaille de bronze aux championnats d'Afrique 2011
- Médaille d'argent aux Jeux africains 2011[1]